# Harrisville (New Hampshire)
Harrisville – miasto w Stanach Zjednoczonych, w stanie New Hampshire, w hrabstwie Cheshire.